# Tremont (мікроархітектура)
Tremont — мікроархітектура систем на кристалі з низьким енергоспоживанням Atom, а також процесорів Celeron і Pentium Silver, розроблена компанією Intel. Є нащадком мікроархітектури Goldmont Plus. Платформа Elkhart Lake на основі 10-нм ядер Tremont офіційно представлена 23 вересня 2020 року, а платформа Jasper Lake — 11 січня 2021 року.

## Особливості
Tremont є мікроархітектурою 3-го покоління систем на чипі Atom (з позачерговим виконанням інструкцій), призначених для комп'ютерів початкового рівня. Виготовляється на основі 10-нм технологічного процесу, підтримує до 24 процесорних ядер  і містить графічний контролер 11-го покоління (аналогічний використовуваному у процесорах Ice Lake).
У Tremont реалізовано наступні покращення у порівнянні з Goldmont Plus:
- Enhanced branch prediction unit.
  - Increased capacity with improved path-based conditional and indirect prediction.
  - New committed Return Stack Buffer.
- Novel clustered 6-wide out-of-order front-end fetch and decode pipeline.
  - Banked ICache with dual 16B reads.
  - Two 3-wide decode clusters enabling up to 6 instructions per cycle.
- Deeper back-end out-of-order windows.
- Кеш даних 32 кілобайти
- Більші[уточнити] буфери load/store
- Dual generic load and store execution pipes capable of 2 loads, 2 stores, or 1 load and 1 store per cycle.
- Dedicated integer and vector integer/floating point store data ports.
- Покращення у роботі з криптографією:
  - Нова інструкція роботи з полями Ґалуа (GFNI)
  - Два блоки AES
  - Покращена[уточнити] реалізація SHA-NI
  - Швидша інструкція PCLMULQDQ
- Підтримка нових інструкцій (орієнтованих на мінімізацію енергоспоживання і малі затримки) UMWAIT/UMONITOR і TPAUSE

## Технології
- Техпроцес 10 нанометрів
- Система на кристалі
- Тривимірні мультизатворні польові транзистори
- Кеш даних першого рівня: 32 кілобайти (у попередній архітектурі Goldmont Plus був 24 кілобайти)
- Від 1,5 до 4,5 мегабайт спільного кешу другого рівня на кластер з 4-х ядер (у Goldmont Plus до 4 MiB)
- 4 мегабайти спільного кешу третього рівня
- Графічний процесор: Gen 11[6][7] з підтримкою DirectX 12, OpenGL 4.6, Vulkan 1.2, OpenGL ES 3.2 та OpenCL 2.1
- TDP: 10 ват для десктопних процесорів; до 6 ват для мобільних